# Dispensari antituberculós de Reus
L'antic dispensari antituberculós de Reus (Baix Camp) és un edifici noucentista de Joan Rubió i Bellver situat al carrer de sant Joan número 34 i protegit com a bé cultural d'interès local, construït per tal d'erradicar la tuberculosi a la zona del Camp.

## Descripció
És un edifici en cantonada de planta rectangular compost per dos cossos diferenciats, accés central, jardí davanter amb tanca de pedra i reixa de ferro. La façana principal està composta simètricament a partir d'una porta amb arc de mig punt, dues finestres rectangulars amb columna central i remat format per frontó esglaonat i escut. La porta d'accés té un porxo adossat amb dos pilars de pedra, coberta a dues aigües amb estructura de fusta. La façana lateral té tres finestres amb columna central i frontó. A l'interior, nau amb tres crugies desiguals i passadís central. La coberta és de teula àrab a dues vessants. Els murs són de paredats i de pedra. Té fusteria de fusta amb persianes de llibret a algunes obertures. El coronament, de forma esglaonada, és similar al de la Casa Serra, del raval de santa Anna, obra també de Joan Rubió i Bellver.

## Història
L'edifici de ressons modernistes, situat al carrer de Sant Joan, forma part de l'illa ocupada per l'Hospital de Sant Joan, situada en un entorn urbà d'alt valor arquitectònic, i sotmès a importants transformacions. Dona façana a les cases Rull i Gasull. La portalada de pedra de carreus que té la tanca del jardí, és l'única resta arquitectònica del convent de les Monges Carmelites que ocupava part de l'actual plaça de Prim. A la filada superior de carreus d'aquesta porta hi ha unes lletres que diuen: "Gaspar Huguet cum coniuge sua M. A. Sales. 1693", nom de les persones que van llegar una gran part dels seus béns per a la construcció del convent.
L'origen d'aquesta construcció la trobem en la política sanitària portada a terme per la Mancomunitat de Catalunya, quan el 1923 va plantejar un sanatori antituberculós a la zona. L'Ajuntament de Reus va cedir uns terrenys municipals, però l'obra no es va poder realitzar, ja que la Mancomunitat va ser abolida per Primo de Rivera. La Diputació de Tarragona en recollí la necessitat a instàncies de l'ajuntament reusenc i el 1927 s'iniciaren les obres per Joan Rubió i Bellver, que havia estat arquitecte en cap de la Mancomunitat i havia redactat el projecte de 1923. Es va inaugurar el 1928 i atenia la població tuberculosa de la comarca. La sala de malalts tuberculosos es va tancar el 1971, per manca d'interns, ja que la malaltia estava erradicada. El dispensari va tancar definitivament el 1992. El manteniment econòmic anava a càrrec de la Diputació de Tarragona i l'alimentació dels interns a càrrec de l'Ajuntament de Reus. En el moment de la seva obertura, en va assumir la direcció el doctor Jaume Sabater Vallès, fins a l'any 1969. El Dispensari va tenir diversos noms: "Dispensario Antituberculoso" (1928), "Patronato Nacional Antituberculoso. Dispensario Antituberculoso y de las Enfermedades del Tórax" (1946) i finalment "Centro de Prevención y Control de la Tuberculosis".
Actualment (2015) s'ha rehabilitat i s'hi instal·len les oficines de l'Agència Reus Promoció, entitat municipal dedicada a la promoció de la ciutat.